# Pszeudodipterosz

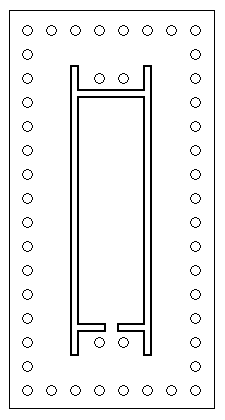
Pszeudodipterosz alaprajza

A pszeudodipterosz ókori görög templomtípus, amelynél a cellát körbevevő oszlopsor által alkotott folyosó, a perisztaszisz két oszlopköznyi széles.
A pszeudodipterosz hatásában olyan, mint a dipterosz, csak annak belső oszlopsora itt hiányzik. A dipteroszhoz hasonlóan rendszerint nyolcoszlopos, oktasztülosz homlokzata van, hiszen a cellát ennél kevesebb oszlop mögött nem lehetne elhelyezni. Elsősorban az ión oszloprendben fordul elő.
A pszeudodipterosz elnevezés Vitruvius Tíz könyv az építészetről című művében szerepel.